# Роналдс Цінкс
Роналдс Цінкс (латис. Ronalds Cinks; 11 березня 1990, Рига) — латвійський хокеїст, нападник. Виступає в ризькому «Динамо-Юніорс», виступав у складі юніорської збірної Латвії (U-18) та молодіжної збірної Латвії (U-20).